# Martin van Meytens
Martin van Meytens (Estocolmo, 16 de junho de 1695 – Viena, 23 de março de 1770) foi um pintor sueco naturalizado austríaco, que se tornou famoso por ser o retratista oficial da corte vienense durante o reinado da imperatriz Maria Teresa da Áustria.

## Vida
Martin van Meytens nasceu e foi batizado em Estocolmo, Suécia, filho do pintor Martin Meytens, o Velho, que se mudou por volta de 1677 de Haia para a Suécia. No início de sua carreira, ele fez uma longa viagem de estudos. Ele visitou Londres, Paris e Viena, depois viveu e trabalhou por muito tempo na Itália (Roma, Turim). No início pintou pequenos retratos em miniatura esmaltados e mudou para a pintura a óleo apenas por volta de 1730, tendo-se estabelecido em Viena. Aqui ele se tornou muito popular como pintor de retratos nos círculos da corte e da aristocracia. Em 1732 tornou-se pintor da corte e, em 1759, diretor da Academia de Belas Artes de Viena. Franz Xaver Messerschmidt era seu protegido.
Meytens foi um dos mais importantes pintores austríacos do retrato representativo da corte do barroco, e por meio de seus alunos e seguidores sua influência permaneceu viva e difundida por um longo tempo por todo o Império. Suas virtudes pessoais, interesses variados, erudição e modos agradáveis foram muito apreciados por seus contemporâneos.
A Ceia de Casamento retrata o casamento de Isabel de Parma e José II, em 5 de outubro de 1760. O momento retratado é quando a sobremesa é servida, no meio da mesa está um jardim feito de casca de açúcar.
Entre seus alunos estava Giovanni Gabriele Cantone (nascido em Viena, no dia 24 de maio de 1710).

## Trabalhos
- ca. 1731; Freira ajoelhada, Recto, (Nationalmuseum - Estocolmo)
- 1741; Kaiser Franz I
- 1744; Maria Theresia, (Câmara Municipal de Ghent)
- 1745–1750; Familie der Grafen Pálffy
- 1750; Arquiduque Maximiliano, (Galeria de Arte de Winnipeg)
- 1752–1753; Fam. Grill, (Museu de Gotemburgo)
- 1750–1755; Maria Theresia als Herrscherin, (Palácio de Schönbrunn)
- 1754; Ksl. Familie, (Palácio de Schönbrunn);
- 1759; Maria Theresia, (Academia de Belas Artes)

## Galeria

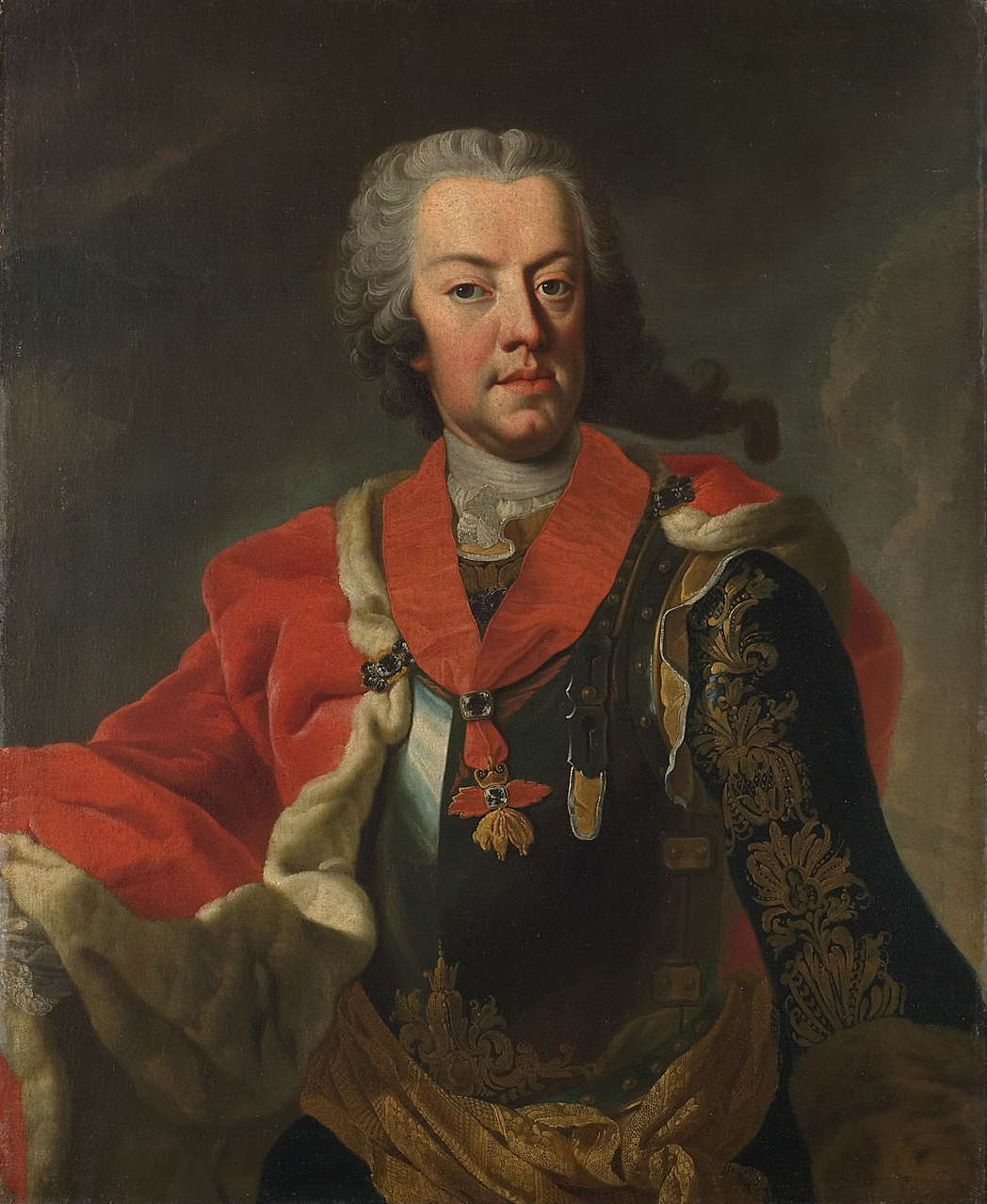
Carlos Alexandre de Lorena (1712-1780), 1743
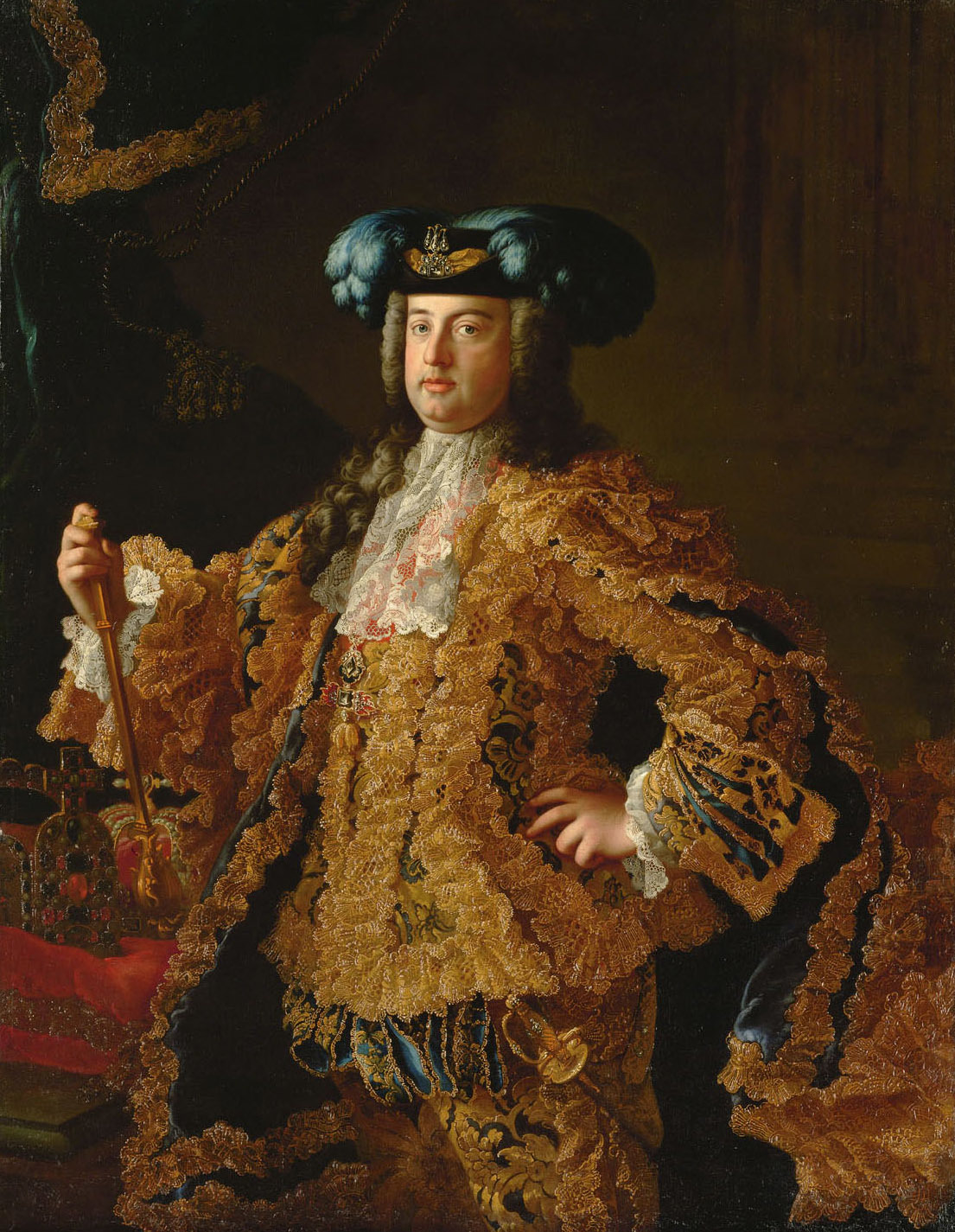
Francisco I - Estêvão de Lorena, 1745
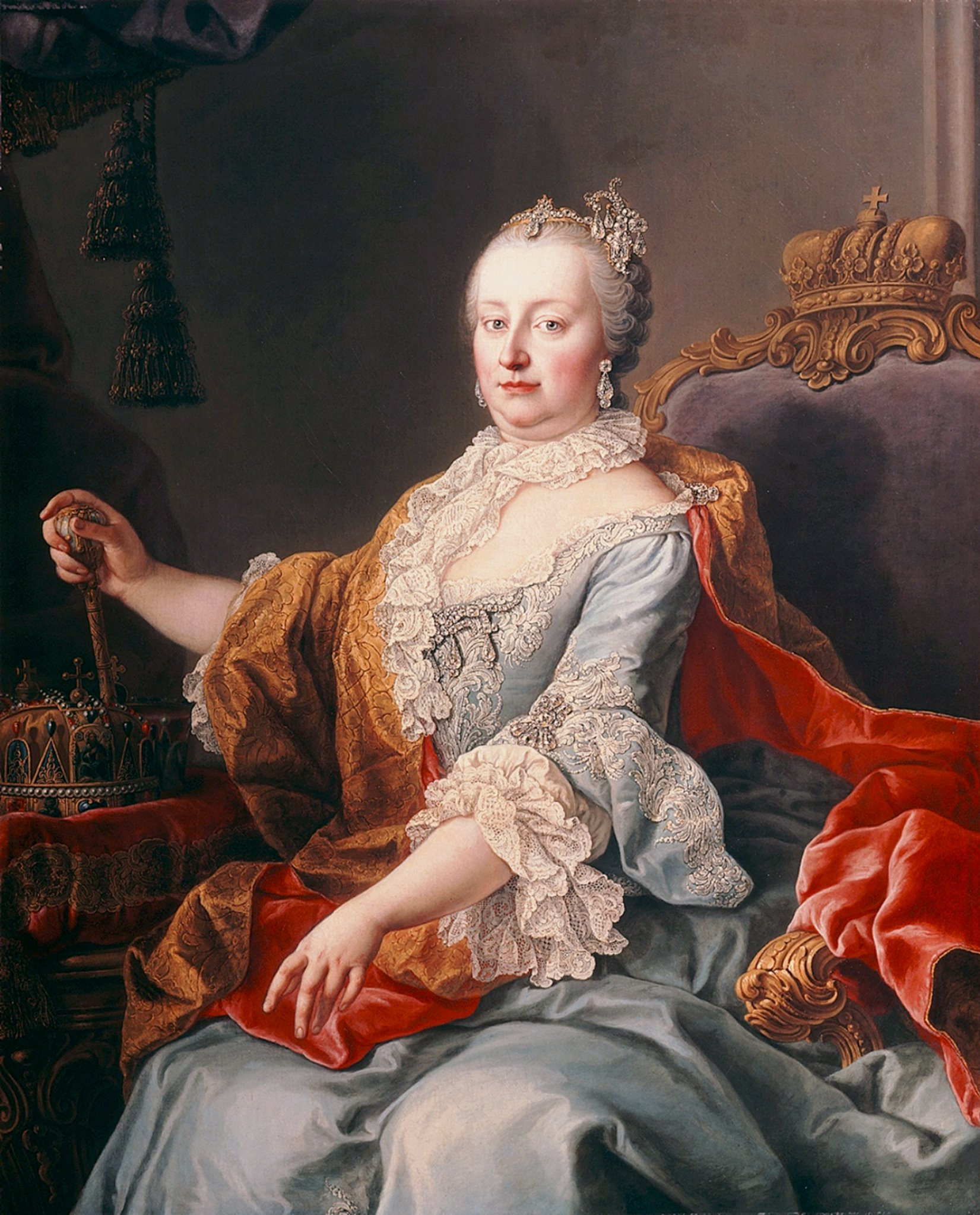
Maria Teresa da Áustria
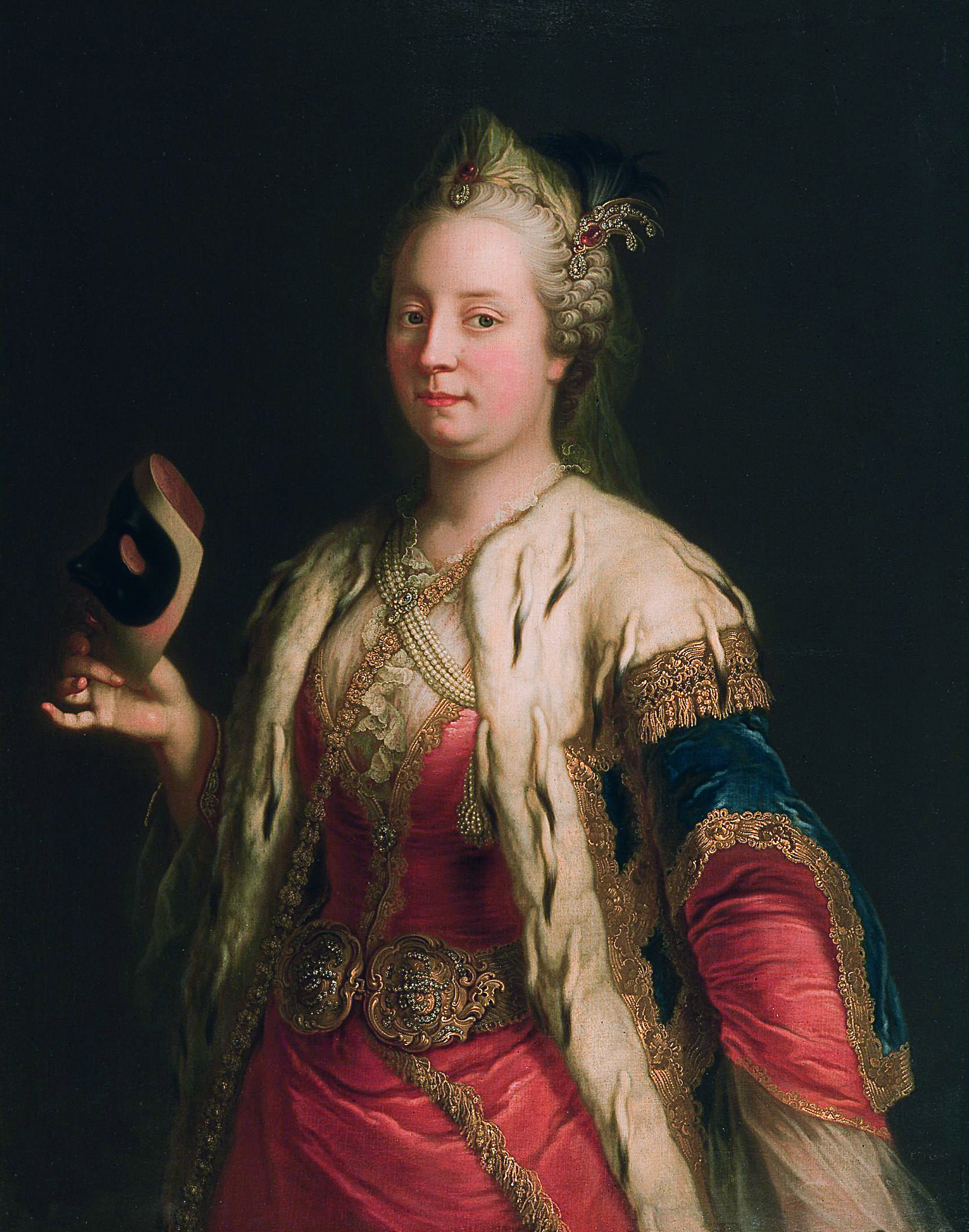
Maria Teresa da Áustria, 1744
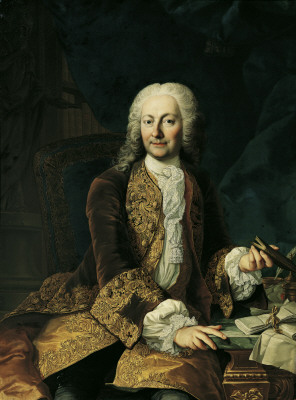
Johann Christoph von Bartenstein (1690-1767) 1740
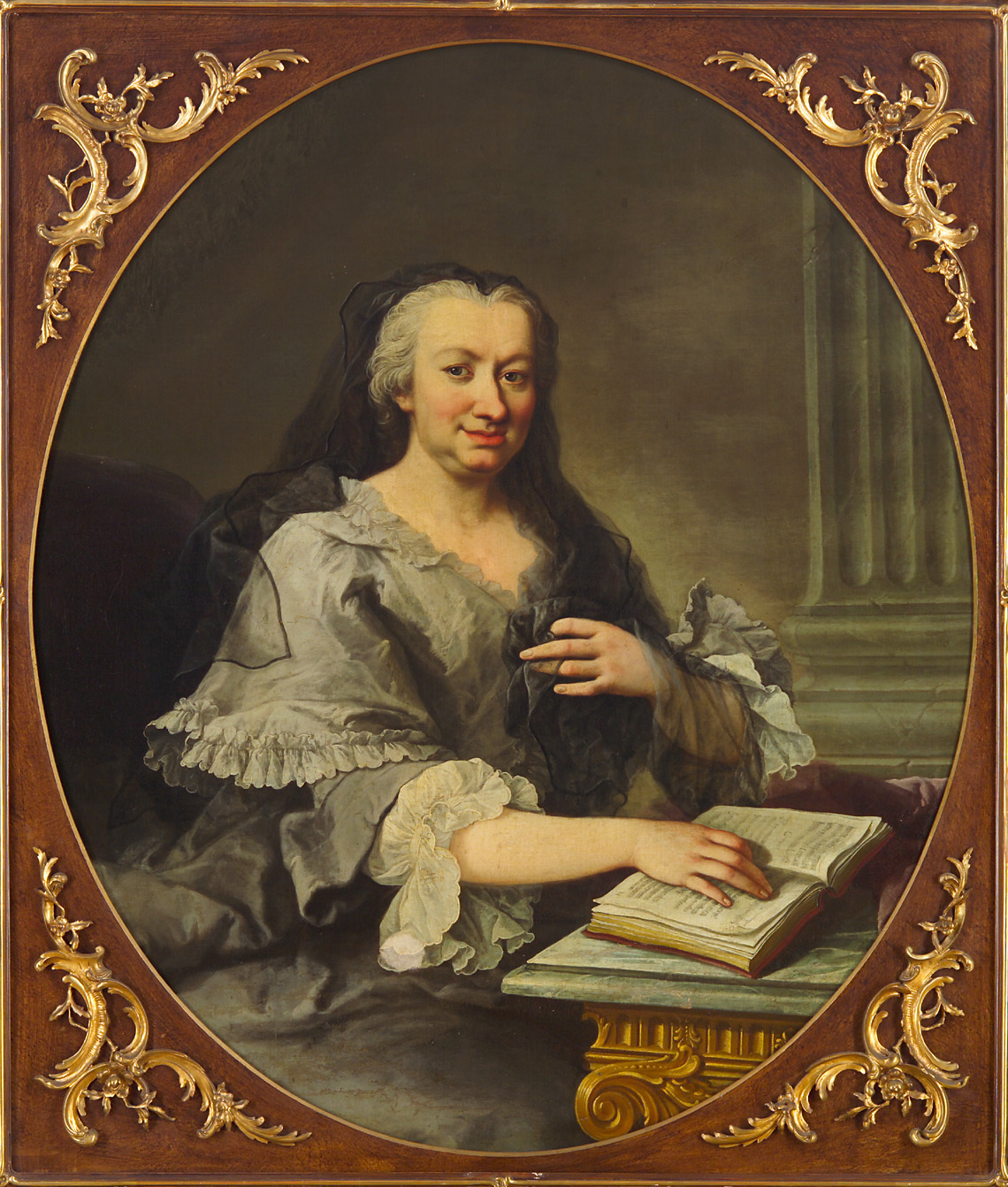
Maria Karolina Gräfin Fuchs (1681-1754)
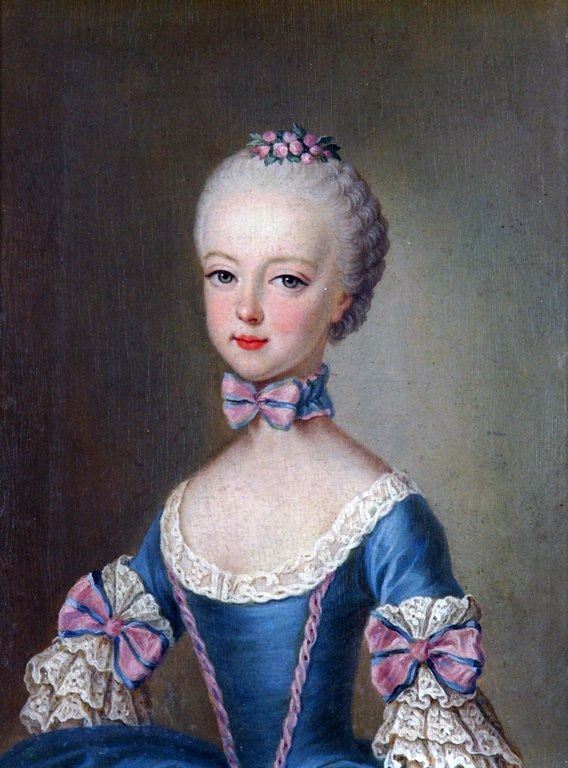
Maria Antonieta, 1762
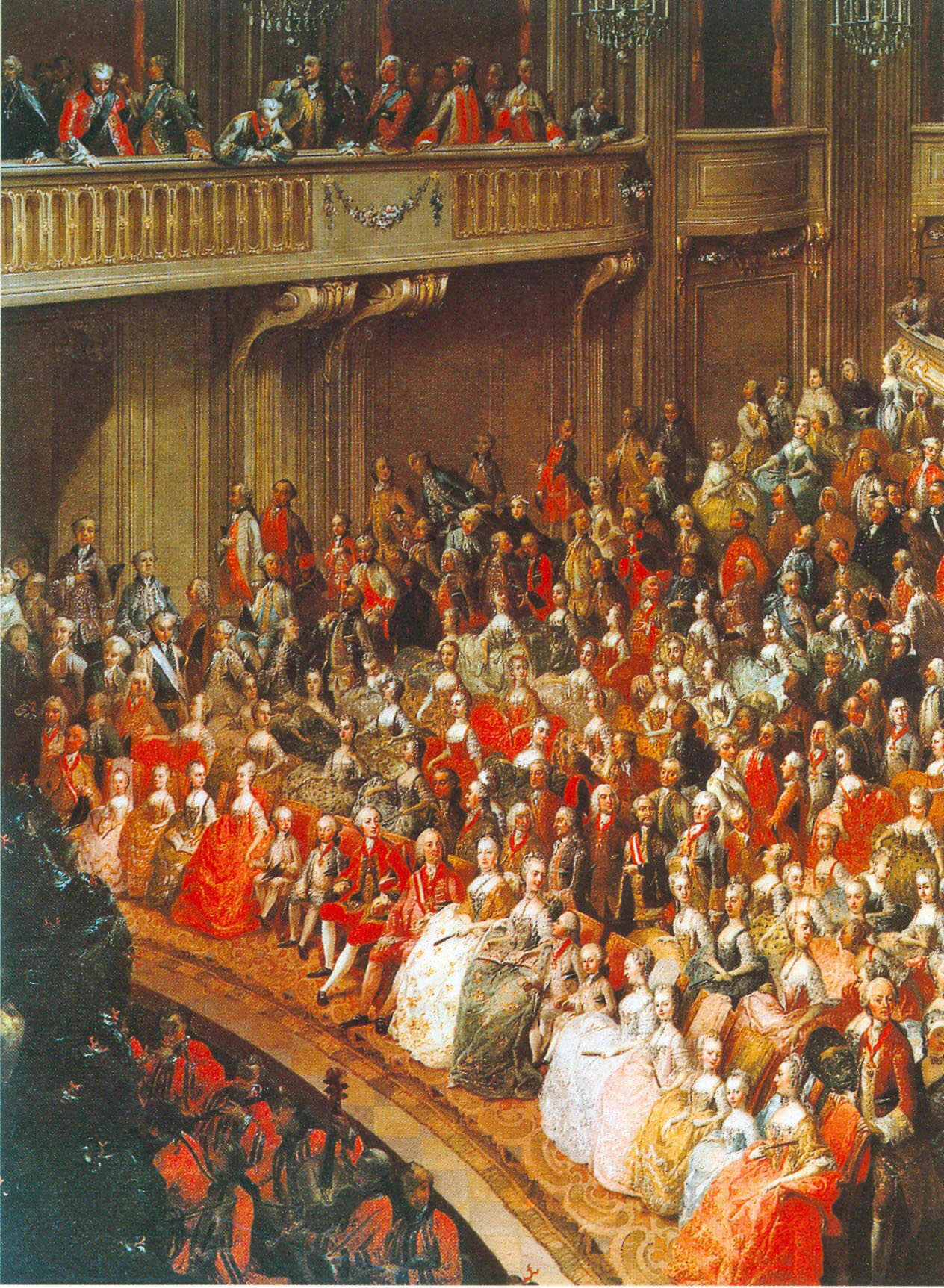
Kejsarfamiljen och hovsällskapet vid serenaden i Wien, 1763